# Огірко Ігор Васильович
І́гор Васи́льович Огі́рко (нар. 14 квітня 1952, село Озерна Зборівського (нині Тернопільського району), Тернопільської області)— український математик, професор, доктор фізико-математичних наук (1990),Національний університет "Львівська політехніка", Інститут поліграфії та медійних технологій, Кафедра мультимедійних технологій, Заслужений працівник Української академії друкарства.

## Життєпис
Народився в селі Озерна в родині вчителів Василя і Теодори Огірко. Вчився в селах Озерна та Підбірці.
В 1969 році закінчив Львівську середню школу № 11, а 1974 році — Львівський університет імені Івана Франка за спеціальністю «Прикладна математика».
Дружина Огірко Надія лікар-терапевт. Діти Оля і  Софія.

## Науково-педагогічна діяльність
Працював в Інституті  математики Академії наук України, Інституті прикладних проблем механіки та математики Академії наук України та Львівському державному університеті ім. Івана Франка у 1974—1996 роках. 
1978 року у місті Львові захистив кандидатську дисертацію з математичних методів оптимізації та моделювання. Науковий керівник Бурак Ярослав Йосипович. Працював завідувачем відділу чисельних методів механіки Інституту прикладних проблем механіки та математики Академії наук України м. Львів.
1990 року в Казанському університеті захистив докторську дисертацію. В роботі розробляв моделі нелінійної термопружності, використовував чисельні методи оптимізації.Науковий консультант  Бурак Ярослав Йосипович.
З 1992 р. — професор, завідувач кафедри прикладної математики Українського поліграфічного інституту ім. Івана Федорова (нині Українська академія друкарства). Професор кафедри електронних видань цього вишу.
У Львівському державному університеті фізичної культури працює професором з 1995 року по 2012 рік —  кафедри економіки, інформатики та кінезіології. Член спеціалізованої вченої ради із захисту дисертаційних робіт Львівського державного університету фізичної культури (2005—2012). 
Член спеціалізованої вченої ради із захисту дисертаційних робіт 
Національний університет «Львівська політехніка»(2006—2008).
Наукові напрямки досліджень — нелінійні диференціальні рівняння термопружності та методи оптимізації. Кандидатська дисертація присвячена дослідженню термопружного стану оболонок з використанням чисельних математичних методів. Досліджував оболонки та пластини з термочутливого матеріалу з врахуванням геометричної нелінійності. В докторській дисертації досліджувався напружено-деформований стан конструкції під дією силових та температурних факторів. Використовувались ітераційні та комп'ютерні методи розв'язування нелінійних диференціальних рівнянь.
Викладає курси «Прикладна математика», «Інформатика для аспірантів».
Науковий напрямок з 2020 року інформаційні мультимедійні технології наукової міжнародної інтернет-журналістики.
Член двох спеціалізованих рад із захисту кандидатських і докторських дисертацій: в Українській академії друкарства та Львівському національному університеті. Постійний член редакційних колегій збірників наукових праць. З 2005 р. по 2008 навчальний рік — голова Державної екзаменаційної комісії Львівського національного університету ім. Івана Франка по спеціальностях економічна кібернетика. Під його керівництвом захистив кандидатську дисертацію Загура Ф. І. за фахом «24.00.01 — олімпійський і професійний спорт».
З 2018 р. по 2020 навчальний рік — рецензент магістерських робіт Національного університету "Львівська політехніка" .З 2021 р. по 2024 навчальний рік — голова Державної екзаменаційної комісії Національного університету "Львівська політехніка" .
У дослідженні «Культурометрія — метод оцінки, моделювання та аналізу» принципи культурології органічного інтегруються в науково-освітні явища і стають важливими чинниками як мотивації навчальної діяльності студента, так і визначальним засобом для досягнення бажаного результату у професійному становленні.
Автор 456 наукових праць, серед яких чотири монографії. Автор книг «Оптимізація деформації друкарських форм», «Математичне моделювання друкарських форм ротаційних машин». Має 12 авторських свідоцтв на винаходи.

## Нагороди
Професор Огірко І. В. має нагороду «Відмінник освіти України» (наказ № 940-к від 20.12.1999 р.).
За активну участь у підготовці та атестації наукових і науково-педагогічних кадрів вищої кваліфікації нагороджений Почесною грамотою Вищої атестаційної комісії України (від 12 лютого 2006 р.), Верховної Ради України за наукову та педагогічну діяльність.
За значний особистий внесок у державну систему підготовки та атестації наукових і науково-педагогічних кадрів вищої кваліфікації України та з нагоди 80-річчя від дня заснування Української академії друкарства Міністерства освіти і науки України Огірко Ігор Васильович нагороджений грамотою Вищої атестаційної комісії України (11 листопада 2010 р.).
Нагороджений Почесною грамотою Кабінету Міністрів України, найвищою відзнакою Міністерства освіти і науки «Відмінник освіти України».
За визначні досягнення в розвитку академії та підготовку висококваліфікованих фахівців для видавничо-поліграфічної галузі України рішенням Вченої Ради Української академії друкарства Огірку Ігорю Васильовичу присвоєно звання Заслуженого працівника Української академії друкарства (протокол № 9/697 від 16 травня 2019 р.).
Нагороджений грамотами Української академії друкарства, Вищої Атестаційної Комісії України, Верховної Ради України за наукову та педагогічну діяльність.

## Нагороди та відзнаки
- «Відмінник освіти України» (2000).
- «Заслужений працівник Української академії друкарства» (2007).

## Журнальні публікації
- Ihor Ohirko.
- Ihor Ohirko.
- scholar.google.com –  Ihor Ohirko
- Ihor Ohirko
- Напружено-деформований стан фотополімерних друкованих форм / Я. І. Дуб, І. В. Огірко, М. Ф. Ясинський. - Львів: ФМІ, 1987. - 200 прим.
- Бланк Софія, Огірко Ігор, Кміть Ярослав, Аурологія і аурометрія невидимих об'єктів.Глибинні причини катастроф.Книга,2024 р. м Дніпро.Наукова, 5. Видавництво  ЛІРА ЛТД https://lira.dp.ua/. Тираж 1000 с. 195. https://doi.org/10.52058/3041-1254-2024-1(1)
- Оптимізація деформації друкованих форм на основі теорії оболонок/Р. С. Куропась, І. В. Огірко. - Львів: Вища школа. Вид-во при Львові. держ. ун-ті, 1987. - 950 прим.

- Бурак Я. І., Огірко І. В. Застосування методу нелінійної релаксації до оптимізації нагріву оболонок обертання // Тез. докл. VII науч. конф. по застосуванню ЕОМ в механіці деформ. тв. тіла (Ташкент, 30 вересня  — 2 жовтня 1975 р.). — Ташкент, 1975. — Ч. III. — С. 5.
- Бурак Я. І., Огірко І. В. Про визначення термопружності стану оболонки екрану кінескоп з урахуванням температурної залежності характеристик матеріалу // Якість, міцність, надійність і технологічність електровакуумних приладів. — К.: Наукова думка, 1976. — С. 59—62.
- Бурак Я. І., Огірко І. В. Оптимальний нагрів циліндричної оболонки з залежними від температури характеристиками матеріалу // Мат. методи і фіз.-мех. поля. — 1977. — Вип. 5. — С. 26—30.
- Огірко І. В. Раціональний розподіл температури по поверхні термочуттєвого тіла… // Інженерно-фізичний журнал. — 1984. — Т. 47. — № 2 (серпень). — С. 332.
- Огірко І. В. Оптимальне по напрузі температурне поле в локальній області гнучкої конструкції // Інститут проблем міцності. — 1986. — № 2. — C. 69—72.
- Ogirko I. V., Irkha B. E. A study of the elastic deformations in a thermoelastic inhomogeneous solid of revolution // Journal of Mathematical Sciences. — 1996. — Vol. 79. — Iss. 6. — P. 1469—1471.[4]
- Ogirko I. V., Zapotochnyi V. I. The stress-strain state of screen photopolymer plates // Soviet Materials Science. — 1987. — № 22 (6). — P. 640—643.
- Ogirko I. V. Temperature field, optimum with regard to stresses, in a local region of a flexible structure // Strength of Materials. — 1986. — № 18 (2). — P. 209—213.
- Ogirko I. V. Stress-Optimal Temperature Field in the Local Region of a Flexible Structure // Problemy Prochnosti (2). — 1986. — P. 69—72.
- Огірко І. В., Паславська І. М. Методи інвестометрії у прийнятті ефективних інвестиційних рішень // «Моделювання економіки: проблеми, тенденції, досвід.» (МНМК) ЛНУ. Ім. Ів. Франка: Львів, 2010. — С. 80—81.
- Огірко І. В., Паславська І. М. Методи інвестометрії у прийнятті ефективних інвестиційних рішень // Формування ринкової економіки. Проблеми економічної кібернетики. — Львів : ЛНУ ім. Ів. Франка, 2011. — № 22. — С. 232—236.
- Огірко І. В., Синицький О. С. Математичне моделювання прийняття управлінських рішень // Реформування системи держвного управління. ЛР і ДУ НАДУ при Президентові України. — Львів, 2011. — Ч. 2. — С. 398—400.
- Райтер Р., Ласько О. Огірко І., Борик О. Загальні основи технічної підготовки спортсменів складнокоординаційних видів спорту залежно від їхньої конструкції будови тіла // Збірник наукових праць Волинського національного університету ім. Лесі України. — Луцьк, 2012. — № 4 (20). — С. 464—469.
- Серант А. Й., Огірко І. В. Соціальні комунікації і соціальні мережі як моделі розгалуженого розвитку зв'язків з громадськістю // Ефективність державного управління: зб. наук. пр. Львівського регіонального інституту державного управління Національної академії державного управління при Президентові України. — Вип. 31. — Львів : ЛРІДУ НАДУ, 2012. — С. 50—56.
- Ших Ю. А., Огірко І. В. Віртуальне паломництво — інтернет технології для задоволення духовних потреб. Поліграфія і видавнича справа. — Львів : УАД. — № 2 (58). — 2012. — С. 77—81.
- Криницька І. П., Огірко І. В. Аналіз презентації явища насильства над дітьми в сім'ї в сучасних інформаційних технологіях. Поліграфія і видавнича справа. — Львів : УАД, 2012. — № 2 (58). — С. 81—88.
- Огірко І. В., Дмитришин А. Управління якістю проекту книги // Кваліологія книги. — Львів  УАД, 2012. — С. 259—265.
- Пілат О., Огірко І. Інформаційна система оцінки якості електронних видань // Український Університет в Москві, Москва. — Т. 17. — 2012. — С. 162—166.
- Гаранько Т., Огірко І. Перспективи впровадження автоматизовних систем управління // Комп'ютерні технології друкарства. — Львів  УАД, 2012. — № 27. — С. 329—334.
- Огірко І., Огірко О. Духовно-моральні аспекти фізичного виховання // Фізичне виховання, спорт і культура здоров'я у сучасному суспільстві: зб. наук. пр. Волин. нац. ун-ту ім. Лесі Українки. — Луцьк : Волин. нац. ун-т ім. Лесі Українки, 2012. — № 2 (18). — С. 21—27.
- Огірко І. Застосування підходів реінжинірингу та ризикології для аналізу проектів щодо оцінювання залишкового ресурсу конструкцій нафтогазових устаткувань / І. Огірко, В. Юзевич, Н. Стащук // Тези IV Міжнародної науково-технічної конференції «Теорія та практика раціонального проектування, виготовлення і експлуатації машинобудівних конструкцій». 30-31 жовтня 2014 р. — Львів, 2014. — C. 43—44.
- Огірко І., Романюк-Огірко О. Метахімія // Науковий вісник. Т. XIX — Український Університет в Москві. Москва. 2014 — С. 178—184.
- Кілко І., Огірко І.Огляд та дослідження існуючих спеціалізованих сайтів та електронних видань, електронні видання для незрячих з використанням шрифту Брайля та інших допоміжних засобів // Науковий вісник. Т. XIX. — Український Університет в Москві. Москва, 2014 — С. 185—189.
- Огірко І. Автоматизація обчислень для оцінки поверхневих шарів // Науковий вісник. Т. XIX — Український Університет в Москві. Москва, 2014 — С. 189—192.
- Райтер Р. І., Лесько О. М., Огірко І. В. Математичне моделювання технологічної підготовки спортсменів складно координаційних видів спорту // Феномен людини. Здоровий спосіб життя: зб. наук. ст. — Львів, 2014 — Вип. 26. — С. 24—30.
- Моделювання корозійних процесів у системі «метал–електроліт» з урахуванням дифузійного імпедансу / В. Юзевич, І. Огірко, Р. Джала // Фізико-математичне моделювання та інформаційні технології. — 2011. — Вип. 13. — С. 173—181. — Режим доступу: http://nbuv.gov.ua/UJRN/Fmmit_2011_13_19.
- Огірко І. В.Моделювання спортивного протиборства // Феномен людини. Здоровий спосіб життя: зб. наук. ст. — Львів, 2014. — Вип. 23. — С. 23—28.
- Огірко І. В., Ясінський М. Ф., Пілат О. Ю. Інформаційна система оцінки якості електронних видань// Комп'ютерні технології друкарства: наук.-техн. зб. — Львів : Українська академія друкарства. — № 31. — С. 96—104.
- Огірко І., Огірко О. Інформаційні технології безпекометрії в поліграфії. III-я Міжнародна науково-технічної конференції «Захист інформації і безпека інформаційних систем». Національний університет «Львівська політехніка», 5—6 червня. — Львів, 2014. — С. 46—51.
- Серант А. Й., Огірко І. В. Інформаційні технології та корпоративне управління. Збірник наукових праць. Ефективність державного управління. Львівський регіональний інститут державного управління Національної академії державного управління при Президентові України. Випуск 40. — Львів, 2014. — С. 135—140.
- Ihor Ohirko. Olexandra Romaniuk. Deformation. Thermosoftening plastic. University «Lviv Stavropigion». Institute for Eastern Europe. Lviv, 2014. — S. 59.
- Ihor Ohirko, Sofia Kaschevska. Modelowanie matematyczne. Administracja publiczna. Informatyka medyczna. Institute for Eastern Europe. — Львів : Університет «Львівський Ставропігіон», 2014. — S. 75.
- " Ohirko I.V.INFORMATION AND COMMUNICATION TECHNOLOGIES IN PRINTING. ОГІРКО І.В. ІНФОРМАЦІЙНО-КОМУНІКАЦІЙНІ ТЕХНОЛОГІЇ В ПОЛІГРАФІЇ. Міжнародна науково-практична конференція «Мультимедійні технології в освіті та інших сферах діяльності»: матеріали конференції. К.: Національний авіаційний університет, 2024. C. 132-136.(пол.)
- Огірко І. В., Ясінський М. Ф., Ясінська-Дармі Л. М. Жорсткі і м'які математичні моделі та їх застосування // Наукові записки. Українська академія друкарства. 2015. — № 1 (50). — Львів, Україна. — С. 102—117.
- Огірко І. Інформаційні технології безпекометрії. 4- Міжнародна науково-технічної конференції «Захист інформації і безпека інформаційних систем». Національний університет "Львівська політехніка "04 — 05 червня 2015 р. Львів, Україна. — С. 199—200.
- Серант А. Й., Огірко І. В. Оцінка якості надання адміністративних послуг. Ефективність державного управління: Збірник наукових праць. Львівського регіонального інституту державного управління Національної академії державного управління при Президентові України. — Вип. 42 — Львів : ЛРІДУ НАДУ, 2015. — С. 149—162.
- Огірко І., Ясінський М., Ясінська-Дамрі Л. Інформаційна технологія і математична модель створення графічних засобів захисту цінних паперів і документів з використанням 3D-голограми // Комп'ютерні технології друкарства. — 2015. — С. 90—101.
- Огирко И. В., Ясинський М. Ф., Огирко О. И., Ясинская-Дамри Л. М. Моделирование упругих процессов в телах с учетом поверхностньих эффектов // Скориновские чтения 2015: книгоиздания и книгораспространение. 3-6 сентября 2015. — Минск, 2015. — С. 215—219.
- Огірко І. В., Ясінський М. Ф., Огірко О. І.,Ясінська-Дамрі Л. М. Діагностування тріщин конструкцій за допомогою нечітких баз знань. Дніпропетровський Національний Університет. Збірник -Вібрація в техніці та технологіях. Тези доповідей. — Дніпропетровськ, 2015. — С. 29—31.
- Кунченко-Харченко В. І., Огірко І. В. Оптимізація пошукової моделі відбору даних з використанням Кu простору // Обробка сигналів і негаусівських процесів. Праці V міжнародної науково-практичної конференції.Черкаський державний технологічний університет. — Черкаси, 2015. — С. 103—107.

- Огірко І. В. Математичне моделювання технічної підготовки спортсменів складно координаційних видів спорту // Наук. зб. VI Міжнародна науково-практична конференція «Фізичне виховання, спорт і культура здоров'я у сучасному суспільстві». 24–26 вересня 2015. Східноєвропейський національний університет імені Лесі Українки. 2015. — Т. 1. — С. 113—118.
- Огірко І. В. Жорсткі і м'які математичні моделі та їх застосування // Наукові записки [Української академії друкарства]. Серія: Технічні науки. — 2015. — № 1. — С. 102—117. — Режим доступу: http://nbuv.gov.ua/UJRN/Nztexn_2015_1_14.
- Серант А. Й. Оцінка якості надання адміністративних послуг / А. Й. Серант, І. В. Огірко // Ефективність державного управління. — 2015. — Вип. 42. — С. 149—161. — Режим доступу: http://nbuv.gov.ua/UJRN/efdu_2015_42_18.
- Юзевич В. М., Огірко І. В., Огірко О. І. Нечітка економіко-математична модель інвестометрії // Наукові записки Львівського Університету бізнесу та права. Серія: економічні науки. — 2015. — Вип. № 14. — Львів : СПОЛОМ, 2015. — С. 46—51.
- Kucherov D.P., Ohirko I.V., Ohirko O.I., Golenkovskaya T.I. Neural Network technologies for recognition characters. Electronics and control systems. «National Aviation University»– № 4 (46). — 2015. — P. 65—71. — ISSN 1990-5548.
- Ihor Ohirko, Michaił Yasinsky, Ludmiła Yasinska-Damri, Olga Ohirko. Models of Geometrical Optics and Lenticular Printing: "Computer Technologies of Printing ". Vol. 2. Ukrainian Academy of Printing, 2015. — P. 205—213. — ISSN 2411-9210.
- W. Wysoczansky, A. Oliejnik, I. Ohirko. Mathematical modelling of diffusion processes in the shale gas production technology. Instytut Budownictwa, PSW im. Papieża Jana-Pawła II. «Telecotron international». — Warszawa. 2016. — Pg.  22. — ISBN 978-83-932045-2-6-0. (пол.)
- Walery Wysoczański, Andrzej Oliejnik, Igor Ohirko. Modelowanie matematyczne procesów dyfuzyjnych przy realizacji technologii wydobycia gazu łupkowego. Magistrale przesyłowe i energetyka. — Warszawa. RUROCIĄGI/ — Nr 1–2/70/2016. — S. 14—23. (пол.)
- Огірко І. В., Панишко Ю. М. Майкл Фарадей — видатний англійський фізик і хімік 19 століття // Західний центр енергоінформаційних наук, Українська Міжнародна академія ПМ НТШ. Зб. наук. праць. — Вип. 121 — Львів, 2016. — С. 52—53. — ISBN 2397-0722.
- Огірко І. В., Романюк-Огірко О. П. Мультимедійні технології в хімії. Науково-технічна конференція професорсько-викладацького складу, наукових працівників і аспірантів (16–19 лютого 2016 р.). Українська академія друкарства. Тези доповідей. — 2016. — C. 143.
- Майкович І. В., Огірко І. В., Романюк-Огірко О. П. Розроблення моделі процесу клейового скріплення реставраційних матеріалів. Українська академія друкарства тези доповідей студентської наукової конференції (18–20 травня 2016 р.) Львів, 2016. — C. 68.
- Огірко І. В., Огірко О. І. Математична модель оцінювання якості та захисту WEB . Науково-технічна конференція професорсько-викладацького складу, наукових працівників і аспірантів (16–19 лютого 2016 р.). Українська академія друкарства. Тези доповідей. — 2016. — C. 133.
- Огірко I. B., Огірко О. І., Кащевська С. І. Інформаційні технології та інформаційне забезпечення фізичної культури та спорту. Збірник. Тернопільський національний педагогічний університет імені Володимира Гнатюка. Збірник III науково-практичного семінару «Іноваційні підходи до фізичного виховання і спорту студентської молоді» 15-16 грудня 2016. — C. 90—93. https://www.academia.edu/Bookmarks.
- Огірко І. В, Романюк О. П. Алгебраїчні властивості двовимірного ядерного простору. Алгебра Менделеєва — Маніківського і періодична система атомних ядер Колективна монографія " Моделювання та технології ". Інститут Східної Європи. Видавництво «Ліга-Прес». Львів. 2017. С. 58-73.
- Огірко І. В, Романюк О. П., Огірко О. І. Термодинамічна модель Володимира Юзевича опису фізико-механічних процесів у поверхневих шарах твердих тіл. Колективна монографія «Моделювання та технології». Інститут східної Європи. — Львів : Ліга-Прес, 2017. — С. 3—12.

- "Сорока Н. В., Огірко І. В. Переваги інтеграції штучного інтелекту в процеси проектування користувацьких інтерфейсів : наукове вид., Поліграфія і видавнича справа. Випуск № 2. (88) 2024 р. С .133-140.
- " Огірко І.В., Огірко О.В. Інформаційні технології стратегічного управління в сучасній освіті. Національна наука і освіта в умовах війни РФ проти України та сучасних цивілізаційних викликів : матеріали V Всеукраїнської міжгалузевої науково-практичної онлайн-конференції (Київ, 27 березня – 2 квітня 2024 р.). / Упоряд.: Л. І. Ткаченко, В. М. Шульга. – Київ : Інститут обдарованої дитини НАПН України, 2024. – С. 925-938.
- "Огірко I.B., Ясінський М.Ф., Ясінська-Дамрі Л.М., Огірко О.І., Воробець П.В. Теорія доповненої реальності. Українська Академія Друкарства. Науково-технічна конференція професорсько-викладацького складу, наукових працівників і аспірантів : тези доп. ( 09 лютого –5 лютого 2024 р. ). c. 292.
- Патенти
- https://patents.su/patents/ogirko
- Публікація, що входять у Scopus
- Yuzevych L., Skrynkovskyy R., Yuzevych V., Lozovan V., Pawlowski G.,Yasinskyi M., Ogirko I. Improving the diagnostics of underground pipelines at oil-and-gas enterprises based on determining hydrogen exponent (ph) of the soil media 37 applying neural networks. Eastern-European Journal of Enterprise Technologies. 2019. Vol. 4, No 5 (100). P. 56–64.
- Партико З. В., Огірко І. В. Редагометрія — міждисциплінарна галузь знань // Держава та регіони (журнал). — (Серія «Соціальні комунікації»). — 2010. — № 1. — С. 108—110.
- Огірко І., Партико З. Логіка відносності // Вісник Київського національного університету імені Тараса Шевченка. Філософія. — 2021. — № 1 (4). — С. 42-51.